# Vestavěný Linux

Tučňák Tux, logo Linuxu

Linux je otevřená počítačová platforma, kterou lze nalézt nejen na různých osobních počítačích, ale i na vestavěných systémech jako jsou telefony, PDA, domácí multimediální centra, set-top boxy a další spotřební elektronika. Linux lze nalézt také v síťovém vybavení, v automatizačních systémech, v navigacích nebo lékařských přístrojích a dalších vestavěných systémech. Obecně lze definovat vestavěný systém tím, že funkce počítače jako takového není prvořadá, protože je tento počítač vestavěný do nějakého technologického celku, který např. řídí nebo zobrazuje jeho stav a podstatou je funkce celku jako takového. Pro tyto systémy se hojně užívá právě upravený operační systém Linux, označený vestavěný či zabudovaný Linux nebo anglicky embedded Linux. Podle výzkumu provedeného organizací Venture Development Corporation je Linux používán 18% vývojářů těchto zařízení (2008).

## Rozdíly oproti jiným Linuxovým systémům

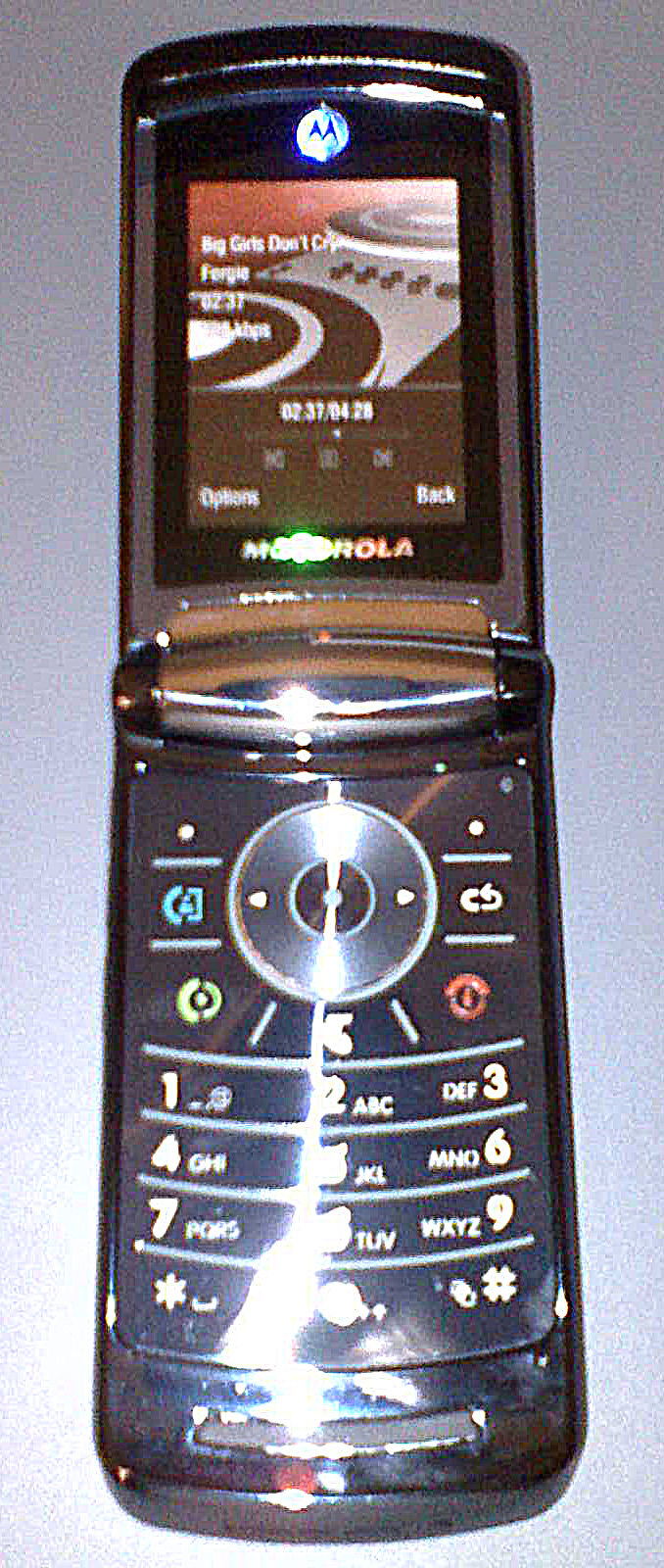
Telefon Motorola RAZR² s operačním systémem MOTOMAGX, postaveným nad Linuxem

Na rozdíl od desktopových a serverových verzí Linuxu jsou vestavěné verze navrhovány pro zařízení s relativně omezenými zdroji a možnostmi, jako jsou mobilní telefony nebo set-top boxy. Vzhledem k požadavkům na cenu a velikost mají vestavěná zařízení obvykle mnohem menší velikost paměti RAM a úložné kapacity a také menší rychlosti procesoru než stolní počítače. Používají spíše flashovou paměť namísto pevných disků a levnější procesorové architektury (ARM, MIPS, …).
Vzhledem k tomu, že integrovaná zařízení slouží spíše ke specifickým situacím než obecným účelům, vývojáři optimalizují jejich operační systémy přímo pro specifické hardwarové konfigurace a pro daný účel použití. Tyto optimalizace mohou zahrnovat odebrání nepotřebných ovladačů zařízení (např. PCI karty, …) či aplikací nebo úpravu jádra pro plynulý provoz v reálném čase.
Vestavěný Linux oproti standardnímu často používá pouze malou sadu svobodných utilit jako např. busybox nebo namísto glibc daleko kompaktnější alternativy jakými jsou např. dietlibc, uClibc nebo Newlib.

## Vývoj vestavěných Linuxových systémů
Linux byl portován na různé procesory, mezi nimiž jsou i takové, které nemusí být vhodné pro použití na desktopu nebo serveru. Jde například o ARM, AVR32, Blackfin, ETRAX CRIS, FR-V, H8300, M32R, m68k, MIPS, MN10300, PowerPC, SuperH nebo Xtensa. Portace Linuxu měla za cíl přinést alternativu k používání proprietárních operačních systémů a programových sad.
V současné době Linux díky tomu, že je spravován komunitou, podporuje nejvíce hardwaru mezi operačními systémy. K dalším výhodám vestavěných Linuxových systémů oproti jiným vestavěným systémům patří také nulové licenční poplatky, stabilní jádro, podporu, která není vázána pouze na jednu konkrétní společnost a možnost přizpůsobit si a dále distribuovat zdrojový kód. K nevýhodám patří třeba poměrně větší paměťové nároky (jádro a systém souborů).

## Významné projekty vestavěného Linuxu

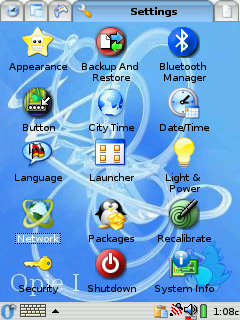
Snímek obrazovky systému Opie.

### PDA a Embedded zařízení

#### Debian
Debian je pravděpodobně nejvšestrannější Linuxová distribuce,[zdroj?] existuje pro celou řadu architektur od x86 až po ARM a to i v několika softwarových portech, např. na jádro GNU Hurd. Debian se nějaký čas objevoval také v přístrojích Nokia (N770-N810) pod názvem Deblet. Dnes je již projekt zastaven. Z Debianu je odvozeno velké množství dalších distribucí, mezi něž patří např. i dále zmiňované Maemo a Ubuntu.

#### Maemo
Maemo je vývojová platforma linuxu vyvíjená a používaná Nokií na jejích tabletech N770 (2005), N800 (2007), N810 (2007), N810 s wimaxem (2008) a N900 (2009). Platforma Maemo je založena na linuxové distribuci Debian a používá technologie jako Gtk+ 2 a D-Bus. Zdálo se, že tato platforma ustoupí platformě MeeGo, kterou Nokia vyvíjí společně s Intelem a která kromě Intelového Moblinu vychází částečně i z Maema, ale po ukončení podpory platformy MeeGo se Nokia nejdříve specializovala na Windows Phone a nyní se specializuje na Android. 

#### Mer
Mer je upravená distribuce Ubuntu pro některé přístroje s procesory ARM. Podporovány jsou především internetové tablety Nokie, pro které je systém přizpůsoben. Mer používá převážně software z Ubuntu, ale obsahuje prostředí hildon a některé aplikace, typické pro Maemo.

#### Mamona
Mamona je distribuce, postavená na Open Embedded. Primárně je určena pro procesory ARM. Velmi jednoduše lze spustit na Internetových tabletech Nokie a na mnoha dalších experimentálích zařízeních, jako je Beagleboard. Stejně jako Debian, Maemo a Mer používá balíčkovací systém apt.

#### Openmoko
Openmoko je linuxová platforma používaná na přístrojích Neo. Tyto přístroje mají zabudovaný GSM modul pro volání, jedná se o model Neo1973 (2007) a novější Neo FreeRunner (2008). Platforma Openmoko je založena na linuxovém kernelu 2.6 s GTK+ 2 a window manageru Matchbox.

#### Ubuntu Mobile and Embedded Edition
Ubuntu mobile je linuxová platforma, kterou lze nainstalovat na některá současná PDA. První verze softwaru se objevila v říjnu 2007. Ubuntu mobile má být hardwarově nenáročné a mělo by sloužit především k prohlížení obsahu internetu a k přehrávání multimédií.

#### Opie
Opie je linuxová platforma, kterou lze nainstalovat na většinu současných PDA. Opie má přímou podporu zařízení Hewlett Packard iPAQ, Sharp Zaurus, Yopy, Siemens SIMpad a Palm. Je k dispozici v různých distribucích (Familiar, GPE, …).

#### WebOS
WebOS je linuxová, dříve proprietární, platforma, která byla předinstalována na několik zařízení Palm a HP. HP tuto platformu kvůli nízkému zájmu zákazníků v srpnu 2011 opustilo. Po roce 2010 používáno v chytrých televizorech například firmy LG. 

#### Google Android
Android je platforma představená Googlem a koncipovaná jako přímý konkurent zavedeným mobilním operačním systémům. Tento operační systém v současnosti používá např. Google Pixel 8.

#### HarmonyOS
HarmonyOS je platforma vyvíjená čínskou společností Huawei. Systém krom chytrých telefonů využívají také tablety, chytré hodinky a televize.

### Mobilní telefony

#### Siemens SX1
Siemens SX1 Linux je distribuce linuxu vyvíjená jen pro mobilní telefon Siemens SX1, na kterém je normálně předinstalován operační systém Symbian S60.

### Síťová zařízení

#### OpenWrt
OpenWrt je GNU/Linuxová distribuce, zaměřená především na síťové prvky.

### Set-top boxy
E2 Linux neboli Enigma2 je operační systém používaný pro set-top boxy střední a vyšší třídy.